# Lenny Wilkens
Pour les articles homonymes, voir Lenny.
Leonard Randolph Wilkens, dit Lenny Wilkens, né le 28 octobre 1937 à Brooklyn, New York, (États-Unis) est un joueur et entraîneur de la National Basketball Association (NBA).
Durant sa carrière universitaire au Providence College en NCAA, Wilkens est élu All-America en 1960. Il mène son équipe à sa première apparition au National Invitation Tournament en 1959 et à la finale de ce tournoi en 1960. Choisi en sixième position par les St. Louis Hawks lors de la Draft 1960 de la NBA, il joue pour les Hawks de 1960 à 1968, avec les Supersonics de Seattle de 1968 à 1972, avec les Cavaliers de Cleveland de 1972 à 1974 et les Trail Blazers de Portland de 1974 à 1975. Il est à neuf reprises retenu pour participer au NBA All-Star Game. Après avoir occupé des postes d'entraîneur-joueur à Seattle et Portland, il enchaîne par une carrière d'entraîneur remportant son premier, et seul, titre NBA en 1979 avec Seattle. Il entraîne ensuite Cleveland, de 1987 à 1993, Atlanta de 1993 à 2000, Toronto de 2000 à 2003 et New York de 2004 à 2005.
Il prend sa retraite avec 1 332 victoires, ce qui constitue alors un record en NBA, seulement surpassé depuis par Don Nelson. Il détient le record de 1 155 défaites, dépassant Bill Fitch en 2001.
Il entraîne l'équipe des États-Unis lors des Jeux olympiques d'été de 1996 après avoir occupé un poste d'assistant de Chuck Daly quatre ans plus tôt lors des jeux de Barcelone[réf. nécessaire].
Wilkens est l'une des trois personnes qui furent introduites au Basketball Hall of Fame à la fois en tant que joueur (1989) et en tant qu'entraîneur (1998). Les deux autres sont John Wooden et Bill Sharman. Il est également membre du Providence College Athletic Hall of Fame (Hall of Fame sportif du Providence College)[réf. nécessaire].

## Biographie

### Jeunesse et débuts
Fils d'un chauffeur noir et d'une catholique irlandaise qui travaille dans une fabrique de sucre, Lenny Wilkens grandit dans le Bedford-Stuyvesant, quartier de Brooklyn à New York. Il étudie au Boys High School puis rejoint Providence College, université catholique du Rhode Island.
Lors de celle-ci, il se voit confronter à des problèmes de racisme. C'est ainsi qu'il doit un jour remplir un formulaire où il doit choisir entre deux cases : caucasien ou noir. Il décide alors de mettre une troisième case qu'il nomme afro-américain. Il dispute trois saisons sous le maillot de cette université, atteignant le stade des demi-finales du National Invitation Tournament (NIT) en 1959, défaite 76 à 55 face à St. John's, puis la finale lors de l'année suivante. Cette finale est remportée par Bradley sur le score 72 à 68. Lors de celle-ci, Wilkens termine avec le titre de MVP. Au cours de cette dernière année, Il est nommé dans la Consensus Second Team All-America et participe au All Star Game de la National Collegiate Athletic Association. Lors de ce match dont il marque les huit derniers points de son équipe - qui l'emporte de un point -, il partage le titre de MVP avec Jerry West. Malgré ces nominations et récompenses, il ne figure pas dans l'équipe américaine qui se rend aux jeux olympiques de Rome, les postes d'arrière étant occupés par West, Adrian Smith, Allen Kelley et Lester Lane, tout quatre étant des joueurs blancs. En 1996, il est le premier joueur de l'université à voir son numéro retiré.
À l'issue de trois années à Providence, trois possibilités s'offrent à Wilkens : son université lui propose un poste d'enseignant en économie lorsqu'il aura obtenu un masters d'économie au terme de sa dernière année. Il se voit également offrir 9 500 $ par une compagnie de New York pour jouer et travailler pour elle. Son troisième choix de carrière se présente avec sa sélection par les Hawks de Saint-Louis en sixième position de la Draft 1960 de la NBA[réf. nécessaire].

### Hawks de Saint-Louis
Il rejoint une équipe qui vient de s'incliner en finale NBA face aux Celtics de Boston sur le score de quatre à trois. Pour sa première saison à Saint-Louis, il dispute 75 rencontres de saison régulière avec des statistiques de 11,7 points, quatrième marqueur de la franchise, 2,8 passes et 4,5 rebonds en 25 minutes 3. Les Hawks, dont la vedette est Bob Pettit, terminent au premier rang de la Conférence Ouest puis parviennent en finale NBA après avoir éliminé les Lakers, qui disputent leur première saison à Los Angeles, sur le score de quatre à trois. Cette dernière série a des répercussions sur la série finale : la première rencontre, disputée à Boston, le lendemain de la rencontre victorieuse face aux Lakers, voit les Celtics l'emporter aisément 129 à 95. Après une nouvelle défaite 116 à 108, les Hawks l'emportent à domicile 124 à 120 avant de perdre les deux dernières rencontres 119 à 104 puis 121 à 112. Lors des playoffs - ou série éliminatoire - les statistiques de Wilkens sont de 14,2 points, 6,0 rebonds et 3,5 passes.
Sa deuxième saison en NBA est réduite à 20 rencontres, Wilkens devant satisfaire à ses obligations militaires. Avec un bilan de 29 victoires pour 51 défaites, les Hawks terminent au quatrième rang de la Conférence Ouest ce qui les privent de playoffs. Durant ses 20 matchs, il présente des statistiques de 18,2 points, 6,6 rebonds et 5,8 passes.
Pour sa troisième saison dans la ligue, il termine avec des statistiques de 11,8 points, 5,4 passes et 5,1 passes ce qui le place au cinquième rang de la ligue dans cette dernière catégorie statistique. Il obtient également sa première sélection pour le NBA All-Star Game, rencontre où il marque quatre points, capte deux rebonds et délivre trois passes en 25 minutes. Avec un ratio de 48 - 32, les Hawks terminent au second rang de la conférence Ouest derrière les Lakers. Les Hawks éliminent les Pistons de Détroit par trois à un avant de s'incliner lors d'un septième match décisif face aux Lakers.
Wilkens termine de nouveau dans les dix premiers du classement des passeurs avec 4,6 passes. Il ajoute également 12,0 points et 4,3 rebonds en 32 minutes 4. Les Hawks s'inclinent au même stade des playoffs que la saison précédente, face aux Warriors de San Francisco sur le score de quatre à trois. Wilkens participe de nouveau au NBA All-Star Game, rencontre où il inscrit trois points en 14 minutes.
La saison 1964-1965 des Hawks se termine par une défaite trois à un face à Baltimore lors du premier tour des playoffs. Auparavant, ils avaient terminés au second rang de la conférence avec un bilan de 45 victoires pour 35 défaites. Wilkens termine cette saison régulière avec des statistiques de 16,5 points - avec 1 284 points, il franchit la première fois la barre des 1 000 points réalisés sur une saison - 4,7 rebonds et 5,5 passes, catégorie où il termine au quatrième rang de la ligue. Lors du NBA All-Star Game, il capte 8 points et ajoute 3 passes et 3 rebonds.
Lors de la saison suivante, il termine de nouveau au quatrième rang de la ligue dans la catégorie des passes avec une moyenne de 6,2 passes, auxquelles il ajoute 18 points et 4,7 rebonds. Après une troisième place à l'Ouest, les Hawks disputent de nouveau les playoffs, s'imposant trois à zéro face aux Bullets de Baltimore mais s'inclinant en finale de Conférence face aux Lakers lors de l'ultime rencontre de la série. Lors de celle-ci, ils sont menés trois à un puis parviennent à égaliser à trois partout avant de s'incliner lors du septième match.
Wilkens réussit une nouvelle saison avec plus de 1 000 points, il inscrit 1 335 points soit une moyenne de 17,4. Il réussit 442 passes (sixième de NBA mais septième à la moyenne avec 5,7) et capte 5,3 rebonds en moyenne. Il dispute une nouvelle fois le NBA All-Star Game, rencontre remportée par l'équipe de l'Ouest sur le score de 135 à 120. En 16 minutes, il inscrit six points, capte deux rebonds et délivre six passes. Les Hawks, deuxième de la Conférence Ouest, éliminent les Bulls de Chicago sur un sweep (trois victoires à zéro) avant d'échouer de nouveau en finale de conférence, face aux Warriors de San Francisco sur le score de quatre à deux.
Lors de la saison suivante, il termine au second rang de la ligue pour le nombre de passes délivrées avec 679 derrière les 702 de Wilt Chamberlain. Ils sont toutefois tous les deux devancés à la moyenne par rencontre par Oscar Robertson, 9,7 passes par rencontre contre les 8,6 de Chamberlain et 8,3 de Wilkens. Pour la première fois de sa carrière, il termine avec une moyenne de 20,0 points. Il réussit également 5,3 rebonds. Il termine également au second rang du vote désignant le NBA Most Valuable Player, Chamberlain remportant le trophée pour la quatrième fois de sa carrière. Sur le plan collectif, les Hawks terminent avec le meilleur bilan de la Conférence Ouest avec 56 victoires pour 26 défaites. Mias ils s'inclinent lors du premier tour des playoffs par San Francisco qui l'emporte quatre à deux.

### Seattle Supersonics

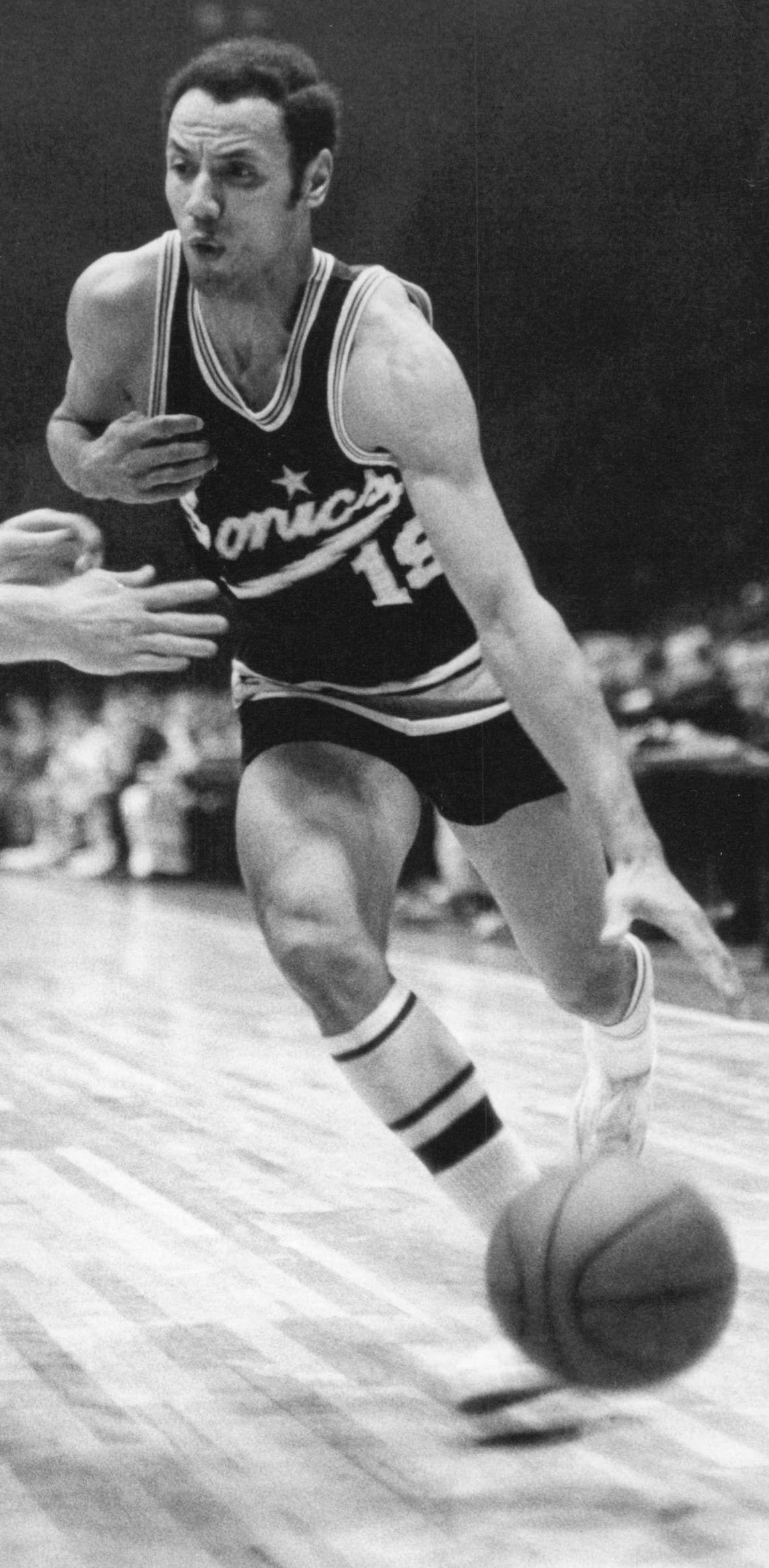
Lenny Wilkens en 1968

Le propriétaire des Hawks, Ben Kerner, se sépare de sa franchise en mai 1968. Les nouveaux propriétaires décident de transférer la franchise à Atlanta. Ils conservent Richie Guerin, qui a obtenu le titre de NBA Coach of the Year l'année précédente, mais Wilkens fait partie d'un échange le 12 octobre 1968 avec les Supersonics de Seattle, franchise qui s'apprête à disputer la deuxième saison de son existence. Les Hawks récupèrent pour leurs parts Walt Hazzard.
Il occupe le poste de leader, avec le pivot de deuxième année Bob Rule, de sa nouvelle franchise qui passe d'un bilan de 23-59 à 30-52. Il inscrit 22,4 points de moyenne, capte 6,2 rebonds et délivre 8,2 passes (deuxième de la ligue derrière Oscar Robertson). Il est de nouveau choisi pour évoluer lors du All Star-Game où il présente des statistiques de 10 points, 7 rebonds et 5 passes en 24 minutes.
Avant le début de la saison 1969-1970, Lenny Wilkens se voit offrir le poste d'entraîneur joueur. Après avoir dans un premier temps refusé le poste, il accepte de prendre en charge l'équipe : « I told him no at first. I finally decided, what the heck, I had nothing to lose; I'd try it and see if I liked it. Everyone always said I was like a coach on the floor, anyway. » (« Je lui ai dit non au début. J'ai finalement décidé, après tout, que je n'avais rien à perdre, je pourrais essayer et voir si j'aimerais. De toute façon, tout le monde disait toujours que j'étais comme un entraîneur sur le parquet. »). Il doit attendre sa septième rencontre en tant qu'entraîneur, contre les Royals de Cincinnati, pour obtenir sa première victoire. Seattle termine avec 35 victoires pour 47 défaites (dixième bilan de la ligue sur 14 équipes). Seattle voit toutefois deux de ses joueurs disputés le All Star-Game, Bob Rule et Wilkens. Celui-ci réalise sur le plan individuel une saison à 17,8 points, 5,0 rebonds et 9,1 passes. Il termine ainsi meilleur passeur de la ligue devant Walt Frazier.
Wilkens perd rapidement Bob Rule (seulement quatre matchs) en raison d'une rupture du tendon d'achille qui le prive du reste de la saison. Seattle termine toutefois avec un bilan de 38 victoires-44 défaites ce qui place la franchise au quatrième rang de la Division Pacifique. Wilkens termine au deuxième rang de la ligue au classement des passeurs avec 9,2 passes derrière les 10,1 de Norm Van Lier. Pour sa huitième participation au NBA All-Star Game de San Diego, il est désigné MVP avec des statistiques de 21 points à 8 sur 11 aux tirs, 1 passe et 1 rebond en 20 minutes. Avec 33 ans, il est alors le plus vieux MVP d'un All-Star Game. Son équipe de la Conférence Ouest l'emporte 108 à 107. Seattle reçoit au cours de cette saison 1970-1971 le renfort de Spencer Haywood.
Seattle est proche des playoffs lors de la saison 1971-1972 avec un bilan de 46 à 27 lorsque l'équipe perd plusieurs joueurs de son cinq majeur, dont Haywood, en fin de saison. Le club de Wilkens termine sa saison avec huit défaites pour neuf rencontres ce qui porte le bilan sur l'année à 47-35. C'est la première saison où Wilkens termine avec un bilan positif en tant qu'entraîneur. Seattle termine troisième de la Division Pacifique, sixième de la Conférence Ouest dont le dernier qualifié pour les playoffs présente un bilan de 51-31. Comme la saison passée, il termine deuxième passeur de la ligue avec 9,6 passes, derrière Jerry West. Il ajoute également 18 joints et 4,2 rebonds.
Malgré ce bilan, le propriétaire Sam Schulman demande à Wilkens de choisir entre sa carrière de joueur et d'entraîneur. Devant la décision de celui-ci de privilégier sa carrière de joueur, Seattle échange Wilkens contre Butch Beard et Barry Clemens des Cavaliers de Cleveland, l'encadrement pensant que la présence de l'ancien entraîneur serait un trop gros handicap pour son successeur Tom Nissalke. Ce départ est mal vécu par les fans des Sonics qui réservent à Wilkens une standing ovation lors du premier match des Cavaliers à Seattle.

### Cleveland et Portland
Lors de sa première saison chez les Cavaliers, il réussit 20,5 points, capte 4,6 rebonds et délivre 8,4 passes ce qui le positionne de nouveau à la seconde place des passeurs, derrière Tiny Archibald. Les Cavaliers terminent à la quatrième et dernière place de la Division Centrale et au sixième rang de la Conférence Est.
le bilan de la saison 1973-1974, 29-53, est sensiblement identique à celui de la saison précédente et les Cavaliers termine à la septième place à l'Est. Wilkens termine de nouveau parmi les meilleurs passeurs, troisième avec 7,1 passes. Il ajoute également 3,7 rebonds et 16,4 points.
Il rejoint ensuite le 7 octobre les Trail Blazers de Portland. Il retrouve une position d'entraîneur-joueur. Avec un temps de jeu désormais réduit à 17 minutes 9, il réussit 6,5 points, 1,8 rebond et 3,6 passes. Les Blazers terminent au troisième rang de la Division Pacifique avec un bilan de 38-44, sixième bilan de la Conférence Ouest.
C'est la dernière saison de Wilkens en tant que joueur. En 1 077 rencontres de saison régulière, il totalise 17 772 points, 5 030 rebonds et 7 211 passes, pour des moyennes respectives de 16,5, 4,7 et 6,7. Au niveau des interceptions, comptabilisées à partir de la saison 1973-1974, sa moyenne est de 1,3. Son total de passe constitue alors le deuxième total de NBA derrière les 9 887 passes d'Oscar Robertson. En 2010, il figure encore en onzième position de ce classement.
Wilkens occupe le poste d'entraîneur encore la saison suivante chez les Blazers. Celle-ci se termine par un bilan de 37-45 et une cinquième et dernière place de la Division Pacifique et une septième, sur neuf, de la Conférence Ouest. Lors de l'intersaison, Wilkens est remplacé par Jack Ramsay à la tête de la franchise de l'Oregon.

### SuperSonics de Seattle
Wilkens reste sans poste pendant une saison avant de retrouver un poste d'entraîneur en chef dans son ancienne équipe de Seattle. Il remplace en cours de saison Bob Hopkins qui a pris la succession de Bill Russell mais qui présente alors un bilan de 5 victoires pour 17 défaites. Les SuperSonics remportent alors 11 de leurs 12 premiers matchs sous la direction de leur nouvel entraîneur et termine la saison avec un bilan de 47-35, soit le troisième rang de la Division Pacifique et le quatrième de la conférence Ouest. Seattle élimine en playoffs les Lakers lors du premier tour puis le champion NBA de la saison précédente, Portland, en six manches. Ils sont ensuite opposés à Denver qui s'incline à son tour sur le même score. En Finale NBA, Seattle est opposé aux Bullets de Washington. Seattle, qui possède l'avantage du terrain remporte la première manche puis s'incline à Washington. Les joueurs de Wilkens ont l'occasion, lors de la quatrième rencontre, disputée au Kingdome devant une foule record de 39 457 spectateurs, nouveau record NBA pour une finale, de prendre un avantage décisif de trois à un mais les Bullets égalisent grâce à une victoire 120-116 après prolongation. Les Bullets remportent finalement la série et le titre NBA grâce à une victoire 105 à 99 lors de la rencontre décisive. C'est la troisième équipe à remporter le titre à l'extérieur.
Wilkens est obligé de modifier son Frontcourt (terme anglais représentant les trois postes d'ailier à pivot) - son pivot, Marvin Webster, free agent rejoint les Knickerbockers de New York et devant la blessure de son remplaçant, Wilkens positionne Jack Sikma au poste de pivot. Malgré ces ajustements, sa seconde saison à la tête des Sonics se conclut par une première place de la conférence Ouest avec un bilan de 52 victoires et 30 défaites, Ces résultats lors de la saison régulière lui valent une première participation au All Star Game de Detroit en tant qu'entraîneur de la sélection de l'Ouest, sélection qui l'emporte sur le score de 134 à 129. Seuls les champions en titre de Washington présentent un meilleur bilan dans la ligue. En finale de Conférence, les Sonics éliminent les Lakers sur le score de quatre à un. Lors du tour suivant, ils sont opposés aux Suns de Phoenix. Cette série se termine lors de septième manche par une victoire 114 à 110. La finale NBA de 1979 présente donc la même affiche que la saison précédente. Toutefois, cette saison, les deux équipes sont les équipes no 1 de leur conférence, ce qui n'était pas le cas la saison précédente où elles occupaient les quatrième et troisième rang à l'Ouest et à l'Est. Cependant, ce sont les Bullets qui ont l'avantage du terrain cette saison. Ils disputent ainsi la première rencontre à domicile, l'emportant 99 à 97. Quatre jours plus tard, Seattle égalise en l'emportant 92 à 82. Seattle remporte ensuite les deux rencontres suivantes, disputées à domicile, sur le score de 105 à 95 puis 114 à 112. Seattle remporte le titre en remportant la cinquième manche à Washington sur le score de 97 à 93. Dennis Johnson, nommé dans la First Defensive Team, est le MVP de cette finale.
La saison suivante, Seattle termine au second rang de la Division Pacifique derrière les Lakers. En playoffs, l'équipe de Wilkens élimine dans un premier temps Portland sur le score de deux à un, puis les Bucks de Milwaukee à l'issue de la septième manche. En finale de conférence, les Lakers l'emportent sur le score de quatre à un. Wilkens dirige pour la seconde année consécutive l'équipe de l'Ouest lors du All Star Game, match remporté par la sélection de l'Est par 144 à 136,.
Pour la première fois depuis son retour à Seattle, l'équipe de Wilkens, qui a perdu Dennis Johnson, transféré chez les Suns, et Gus Williams en conflit avec son club, termine avec un bilan négatif lors de la saison 1980-1981 avec 34 victoires et 48 défaites et une sixième place de la Division Pacifique. Après une saison sans playoff, Seattle renoue avec ceux-ci lors de l'année 1982. Avec le deuxième bilan de la Conférence Ouest - 52 victoires pour 30 défaites - Seattle se qualifie aux dépens des Rockets de Houston au premier tour, puis s'incline en cinq manches face aux Spurs de San Antonio en demi-finale de Conférence. Les deux saisons suivantes, Seattle termine au troisième rang de la Division Pacifique, avec des bilans respectifs de 48-34 puis 42-40. En playoffs, les Sonics s'inclinent à chaque fois au premier tour, face à Portland en 1983 en deux manches sèches, puis aux Mavericks de Dallas par trois à deux l'année suivante.

### Cleveland et Barcelone 1992
En 1986, il rejoint une équipe de Cleveland qui reste sur huit saisons avec un bilan négatif et une seule participation, en 1984-1985, aux playoffs (élimination au premier tour). Les Cavaliers de Cleveland, aussi surnommés Cavs, obtiennent le premier choix lors de la draft 1986 et choisissent Brad Daugherty. Deux autres joueurs issus de cette même draft, Mark Price, 25e et Ron Harper 8e, font leurs débuts NBA avec Cleveland. Pour sa première saison, le bilan de Wilkens à la tête des Cavs est de 31 victoires pour 51 défaites et une sixième place de la Division Centrale.
La saison suivante, les Cavs retrouvent un bilan positif avec 42 victoires pour 40 défaites ce qui les placent à la quatrième place de la Division Centrale et la cinquième place à l'Est. Au premier tour des playoffs, ils sont opposés aux Bulls de Chicago. Ils s'inclinent sur le score de trois à deux, en particulier sous l'action de Michael Jordan qui réussit ainsi l'un de ses nombreux records NBA avec 24 paniers, plus grand nombre de tirs réussis en un match de playoff le 1er mai.
L'équipe de Cleveland progresse encore la saison suivante et obtient le meilleur bilan de son histoire avec 57-25. Cela la positionne au second rang de la Division Centrale derrière les Pistons de Détroit. Ce bon bilan procure une nouvelle place d'entraîneur principal au All Star-Game pour Wilkens. Au premier tour des playoffs, les Cavs sont de nouveau opposés aux Bulls de Jordan. Ceux-ci reprennent l'avantage du terrain dès le premier match mais Cleveland obtient le droit de disputer le match décisif sur son parquet en s'imposant 108 à 105 lors du match 4 à Chicago. Lors de la cinquième manche, alors que les Cavs mènent de un point, les Bulls remettent en jeu au niveau de la ligne médiane avec trois secondes au chronomètre. La balle est transmise à Jordan qui dribble sur la gauche et réalise un layup qui évite le contre de Craig Ehlo. Le panier est marqué et les Bulls l'emportent 101 à 100.
Pour la troisième saison consécutive, les Cavs terminent avec un bilan positif. La septième place de la Conférence Est offre à Cleveland les Sixers de Philadelphie comme adversaire lors du premier tour. Ceux-ci remportent ce tour par trois à deux. En raison d'un grand nombre de blessures, dont celle de Mark Price qui le prive de 66 rencontres, les Cavs ne parviennent pas à se qualifier pour les playoffs lors de la saison 1990-1991. Ils retrouvent un bilan positif lors de la saison 1991-1992 avec 57 victoires et 25 défaites. Cette deuxième place à l'Est place les Nets du New Jersey sur le chemin des Cavs lors du premier tour. Ceux-ci s'inclinent trois à un. Lors du tour suivant, ce sont les Celtics qui s'inclinent lors de la septième et ultime rencontre de la série. Lors de la finale de Conférence, les Cavs affrontent une nouvelle fois les Bulls qui remportent une nouvelle fois la série, par quatre à deux, avant de remporter son second titre NBA face aux Trail Blazers de Portland.

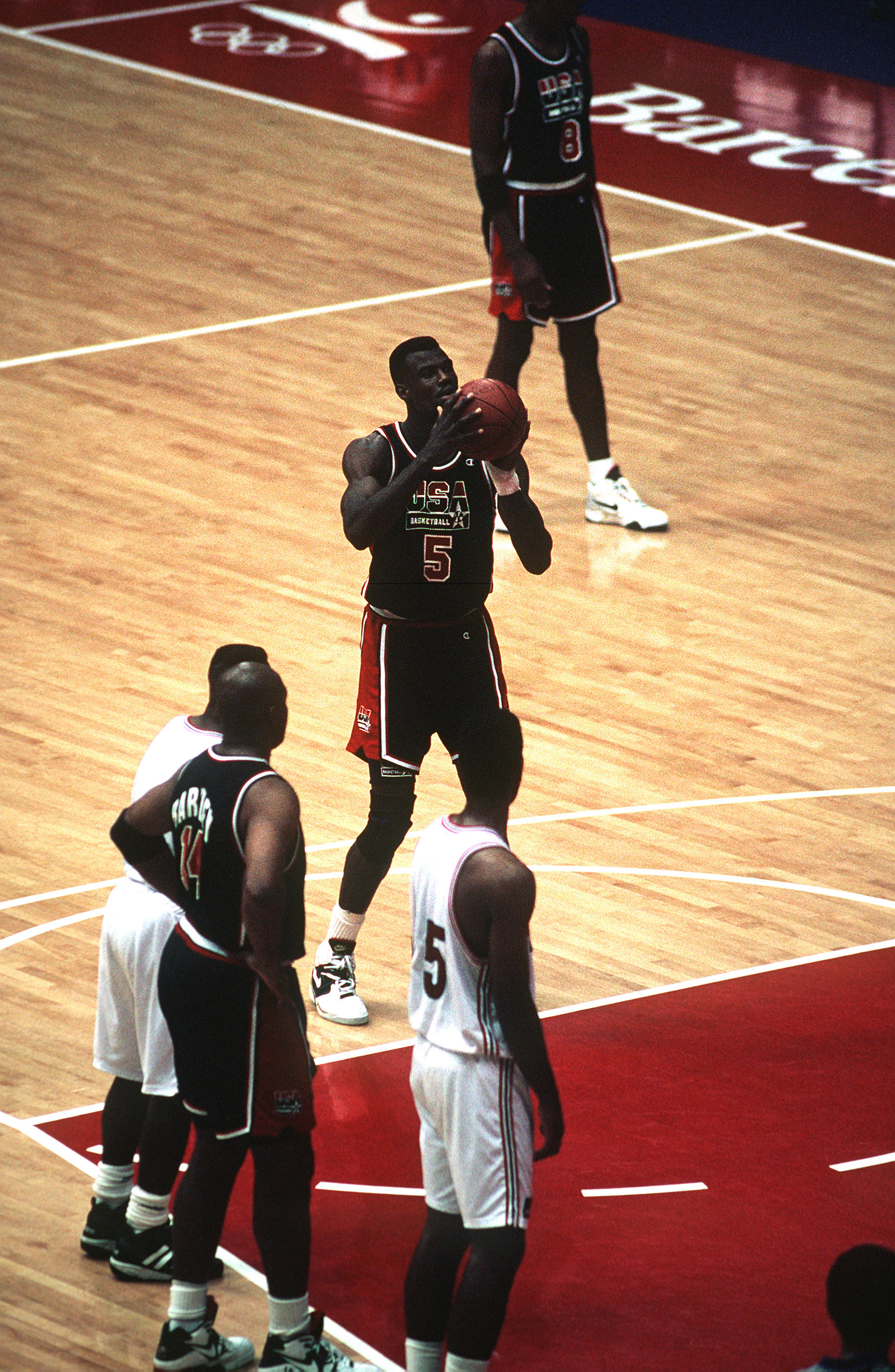
David Robinson tirant un lancer-franc lors des jeux olympiques de Barcelone.

En 1992, la première équipe américaine composée de joueurs NBA dispute les jeux olympiques de Barcelone. Cette sélection est dirigée par l'entraîneur des Detroit Pistons Chuck Daly, assisté de trois entraîneurs : Mike Krzyzewski de Duke, P.J. Carlesimo de Seton Hall et Lenny Wilkens. Ce staff à la charge de renouer avec un titre olympique après la médaille de bronze de Séoul. La sélection américaine, composée de Michael Jordan, Magic Johnson, Larry Bird, David Robinson, Patrick Ewing, Scottie Pippen, Charles Barkley, Karl Malone, John Stockton, Clyde Drexler, Chris Mullin et un joueur de NCAA Christian Laettner, remporte tout d'abord le tournoi des Amériques. Puis, les Américains réalisent une véritable exhibition lors du tournoi olympique, Chuck Daly se permettant même le luxe de ne prendre aucun temps mort sur la compétition. Cette équipe a été introduite au Basketball Hall of Fame en 2010. Dix des douze joueurs sont également membre du Hall of Fame à titre individuel, tout comme trois des quatre membres du staff.
En 1993, Cleveland termine de nouveau avec un bilan de cinquante victoires ou plus et termine deuxième de la division Centrale derrière les Bulls. Ils éliminent les Nets sur le score de trois à zéro puis, pour la quatrième fois depuis l'arrivée de Wilkens, les Cavs retrouvent les Bulls. C'est de nouveau cette franchise qui empêche les Cavs de continuer en l'emportant quatre à zéro. À la suite de cette nouvelle élimination, Wilkens démissionne de son poste d'entraîneur. Sous la direction de Wilkens, les Cavs disputent 574 rencontres de phase régulière et présente un bilan de 316-258, soit 55 % de victoires. La franchise dispute sept séries de playoffs, disputant 41 rencontres pour 18 victoires.

### Atlanta et Jeux olympiques
Courtisé par les Clippers de Los Angeles et les Hawks d'Atlanta, c'est finalement Atlanta qu'il rejoint. Son ancienne franchise, qui a quitté Saint-Louis pour Atlanta l'année de son départ à Seattle, a terminé la saison précédente au premier tour des playoffs, éliminé en trois manches par les Bulls. Les bons résultats des Hawks permettent à Wilkens d'être une nouvelle fois retenu pour diriger l'équipe de sa conférence au All Star-Game. Disputé à Minneapolis, celui-ci voit l'équipe de l'Est l'emporter 127 à 118. Les Hawks terminent la saison régulière avec un bilan de 57 victoires pour 25 défaites, obtenant ainsi le titre de la Division Centrale et le premier rang de la Conférence Est. Ce bilan permet également à Wilkens de se voir récompenser pour la première fois de sa carrière du trophée de NBA Coach of the Year (entraîneur NBA de l'année). Les Hawks éliminent au premier tour des playoffs le Heat de Miami par trois à deux puis affrontent les Pacers de l'Indiana. Ceux-ci s'imposent lors de la première rencontre 96 à 85 puis parviennent à conserver l'avantage du terrain pour s'imposer quatre à deux.
La saison suivante, les Hawks terminent au cinquième rang de la Division Centrale et au septième rang de la Conférence Est. Lors des playoffs, ils s'inclinent au premier tour, de nouveau face aux Pacers, sur une défaite trois à zéro. Le 6 janvier 1995, il dépasse Red Auerbach, le détenteur du nombre de victoires en NBA, en remportant sa 939e victoire lors d'une rencontre face aux Bullets de Washington.
Le 1er mars 1996, Wilkens devient le premier entraîneur à franchir la barre des 1 000 victoires en carrière NBA en l'emportant face à son ancienne franchise de Cleveland. Pour la troisième saison consécutive, l'équipe dirigée par Wilkens termine avec un bilan positif, avec 46 victoires et 36 défaites, obtenant ainsi la sixième place à l'Est, la quatrième dans sa division. Pour la troisième année consécutive, ils affrontent les Pacers en playoffs. Au contraire des deux saisons précédentes, les Hawks parviennent à franchir cet obstacle en l'emportant trois à deux. L'adversaire du tour est le Magic d'Orlando. La franchise d'Anfernee Hardaway et de Shaquille O'Neal l'emporte quatre et un.
En avril 1995, il est nommé à la tête de la sélection des États-Unis également connue sous le nom de Dream Team III. Plus tard, il se voit confier Jerry Sloan, entraîneur du Jazz de l'Utah, Bobby Cremins, de l'université de Georgia Tech, et Clem Haskins, de l'université du Minnesota, comme assistants. Le comité de sélection de l'équipe américaine, composé de onze membres dont sept représentants de la NBA, deux représentants des athlètes et un représentant de la NCAA et Rod Thorn, NBA's Executive Vice President of Basketball Operations, choisit cinq membres de la Dream Team pour conserver l'or olympique. Ce sont Charles Barkley, Karl Malone, Scottie Pippen, David Robinson et John Stockton. Les sept autres joueurs sont Anfernee Hardaway, Grant Hill, Reggie Miller, Hakeem Olajuwon, Shaquille O'Neal, Gary Payton, Mitch Richmond. Les Américains remportent leurs cinq rencontres du premier tour puis sont opposés au Brésil de Oscar Schmidt, meilleur marqueur du tournoi. Après une victoire 98 à 75, ils éliminent l'Australie en demi-finale sur le score de 101 à 73. En finale, ils sont opposés à la Yougoslavie, qui a remporté le titre européen lors de son retour après une interdiction de participation aux compétitions par l'ONU en raison des guerres de Yougoslavie. La sélection dirigée par Željko Obradović et composée de joueurs NBA - Predrag Danilović, Vlade Divac, Žarko Paspalj et de joueurs figurant parmi les meilleurs joueurs européens, Dejan Bodiroga Aleksandar Đorđević, reste à proximité des Américains à la mi-temps, atteinte sur le score de 43 à 38. Lors de la seconde mi-temps, l'écart grandit et les Américains l'emportent sur le score de 95 à 69.
Après son passage avec l'équipe nationale, Wilkens retrouve la NBA et sa franchise des Hawks. Il renforce la partie défensive de son équipe en recrutant Dikembe Mutombo. Celui-ci remporte son second titre de Defensive Player of the Year et termine au second rang de la ligue aux rebonds et aux contres. Les Hawks, avec un bilan de 56-26, terminent au second rang de la Division Centrale derrière les Bulls. Classés au quatrième rang à l'Est, ils sont opposés aux Pistons de Detroit lors du premier tour des playoffs. Celui-ci est remporté trois à deux par les Hawks qui sont opposés aux Bulls lors du tour suivant. Ceux-ci l'emportent quatre à un.
Lors de la saison régulière 1997-1998, la franchise d'Atlanta atteint une nouvelle fois la barre des 50 victoires. Mookie Blaylock mène la ligue aux interceptions et Steve Smith et Dikembe Mutomobo sont appelés au All-Star Game, Alan Henderson est nommé joueur ayant le plus progressé. Mais les playoffs sont de nouveau décevant avec une défaite lors du premier tour face aux Hornets de Charlotte.
La saison suivante ne commence que le 5 février 1999 en raison du lockout. Les Hawks finissent cette saison tronquée avec un bilan de 31 victoires et 19 défaites, ce qui place la franchise au deuxième rang de la Division Centrale. En playoffs, les Hawks éliminent les Pistons trois à deux puis s'inclinent sur un sweep face aux Knicks.
Avant l'entame de la saison suivante, les Hawks envoient Steve Smith à Portland contre Isaiah Rider et Jim Jackson. Ce transfert n'a pas l'effet attendu et les Hawks terminent cette saison 1999-2000 avec le plus mauvais bilan, 28-54, depuis l'arrivée de Wilkens au club. Cela prive également la franchise de playoffs. Devant ce bilan, Wilkens se retire du poste d'entraîneur.

### Toronto
Deux mois après son départ d'Atlanta, il signe un contrat de quatre ans avec les Raptors de Toronto. Il remplace Butch Carter qui, avec une qualification pour les playoffs, visait un poste de general manager mais dont le leadership était remis en cause par ses joueurs. Malgré le départ de Tracy McGrady, qui a profité de son statut de free agent pour rejoindre le Magic d'Orlando, les Raptors effectuent un bon début de saison, 26-23, ce qui permet à Antonio Davis de rejoindre Vince Carter, numéro 1 des votes, au All Star-Game. Après quelques échanges, la franchise termine avec un bilan de 47-35, le meilleur de l'histoire de la franchise. Les Raptors, deuxième de la Division Centrale et cinquième à l'Est, affrontent les Knicks au premier tour. Ils récupèrent l'avantage du terrain obtenu grâce à une victoire à New-York lors de la seconde rencontre. Mais il est aussitôt reperdu lors de la rencontre suivante avec une défaite 89 à 97. Les Raptors remportent ensuite les deux rencontres suivantes, dont la dernière au Madison Square Garden sur le score de 93 à 89. Lors du tour suivant, les Raptors sont opposés aux Sixers de Philadelphie. La série est serrée, chaque équipe parvenant à remporter une rencontre sur le parquet de son adversaire. La décision finale se joue lors de la dernière rencontre, disputée à Philadelphie. Le dernier tir de Carter roule sur le cercle et les Sixers l'emportent 88 à 87.
La saison suivante commence sur de bonnes bases avec un bilan 29-21 avant la pause du All Star-Weekend. Peu avant celui-ci, Carter aggrave une tendinite au genou et doit déclarer forfait pour le reste de la saison. Les Raptors enchaînent ensuite une série de 13 défaites consécutives avant de se retrouver lors de la fin de saison : avec 12 victoires sur les 14 dernières rencontres, ils obtiennent finalement une nouvelle place pour les playoffs avec une troisième place de division et une septième place à l'Est. Opposée à Detroit, la franchise canadienne - seule franchise du Canada depuis le déménagement des Grizzlies à Memphis lors de l'intersaison précédente - s'incline lors des deux premières rencontres mais remporte les deux rencontres suivantes disputées à domicile. Le match décisif est finalement remporté par les Pistons sur le score de 85 à 82.
Lors de la saison suivante, Wilkens doit faire face à une série de blessures parmi son effectif : Lamond Murray, recruté lors de l'intersaison, doit ensuite déclarer forfait, problèmes de ligaments, Lindsey Hunter autre recruté de l'été est absent lors de 53 rencontres. Vince Carter connaît de nouveau des problèmes et manque 39 matchs tout comme Antonio Davis qui déclare forfait à 29 reprises. Wilkens qui est également critiqué par le peu d'énergie insufflée à son équipe établit un nouveau record, négatif, en devenant le coach NBA à détenir le plus de défaites, devançant désormais les 1 106 revers de Bill Fitch. Après trois saisons consécutives avec un bilan positif, les Raptors présentent un déficit de victoire avec un bilan de 24-58 et une septième place de division et l'avant dernière place de la conférence Est.
Après le moins bon bilan de sa carrière, Lenny Wilkens trouve un accord avec sa franchise pour mettre un terme à son contrat où il lui restait encore une saison.

### New York
Le 15 janvier 2004, il est nommé entraîneur des Knicks de New York par le président de la franchise Isiah Thomas en remplacement de Don Chaney. Les Knicks, qui présentaient alors un bilan de 16-24, terminent la saison avec un bilan de 39-43, soit un bilan positif de 23-19 sous la direction de Wilkens. Cela leur permet d'obtenir la troisième place de la Division Atlantique et une place en playoffs. Opposés aux Nets du New Jersey, les Knicks s'inclinent quatre à zéro.
Lors de la saison suivante, il donne sa démission en janvier 2005 après une série de neuf défaites en dix rencontres. Son bilan à la tête des Knicks est de 40 victoires pour 41 défaites.

### Vie extra sportive
Wilkens est un membre de la fraternité Alpha Phi Alpha, la plus ancienne fraternité interuniversitaire pour les Afro-Américains.

## Palmarès

### Palmarès en tant que joueur
Lenny Wilkens est un excellent passeur et termine dans le Top 10 de la ligue au nombre total de passes décisives par saison de manière consécutive depuis la saison 1962-1963 jusqu'à la saison saison 1973-1974. Durant cette période, il termine à deux reprises au premier rang de la ligue dans cette catégorie statistique, lors de la saison 1969-1970 où il devance Walt Frazier avec 683 passes, et en 1971-1972 avec 766 devant Jerry West. Toutefois, lors de cette dernière saison, West termine meilleur passeur de la ligue avec une moyenne de 9,7 passes par rencontre contre 9,6 pour Wilkens. En fin de carrière, son total de nombre de passes est de 7 211, ce qui le place encore en 2011 au onzième rang des meilleurs passeurs de l'histoire. Sa moyenne de passes en carrière est de 6,7. Il figure également dans le Top 10 de cette catégorie de 1962-1963 à 1973-1974. En plus de son titre de 1970, il termine à quatre reprises deuxième, derrière Oscar Robertson en 1969, Norm Van Lier en 1971, Jerry West en 1972 et Tiny Archibald en 1973.
Il termine parmi les dix meilleurs marqueurs de la ligue en 1969, avec 1 835 points lors de la saison 1968-1969. Son total en carrière est de 17 772, soit une moyenne de 16,5.
Lors de la saison 1967-1968, il termine deuxième du vote déterminant le NBA Most Valuable Player, meilleur joueur de la ligue, derrière Wilt Chamberlain.
Il dispute à neuf reprises le NBA All-Star Game, de 1963 à 1965 puis de 1967 à 1973. Il termine même MVP de l'édition de 1971.

### Palmarès d'entraîneur
Lenny Wilkens dispute 32 saisons en tant qu'entraîneur. Il parvient à qualifier à vingt reprises ses équipes pour les playoffs. Lors de ceux-ci, il parvient à quatre reprises en finale de conférence, et dispute deux finales, la première en 1977-1978 pour sa première apparition en playoffs, la seconde l'année suivante où les Supersonics de Seattle remportent le titre NBA aux dépens des Bullets de Washington, franchise qui a privé les Sonics de titre la saison précédente. Il remporte également deux titres de divisions, en 1978-1979 avec le titre dans la Division Pacifique et en 1993-1994 avec le titre de la Division Centrale. Ses équipes disputent 178 rencontres de playoffs avec un bilan de 80 victoires pour 98 défaites.
Durant les phases régulières, il termine à 21 reprises avec un bilan positif. Il obtient son plus fort pourcentage de victoire lors de la saison 1977-1978 avec 70 %. Sa plus mauvaise saison a lieu en 2002-2003 avec les Raptors de Toronto où le pourcentage de victoire sur la saison est de 29,3 %. Au total, il remporte 1 332 rencontres contre 1 155 défaites.
Il est distingué du titre d’entraîneur NBA de l'année (NBA Coach of the Year) lors de la saison 1993-1994 lorsque les Hawks d'Atlanta terminent en tête de la Division Centrale et avec le meilleur bilan de la Conférence Est, avec égalité avec les Knicks de New York.
Lors des célébrations du cinquantenaire de la NBA, il fait partie des dix entraîneurs de l'histoire de la ligue. Ceux-ci sont déterminés lors d'un vote ouvert aux journalistes couvrant la NBA.

## Statistiques
gras = ses meilleures performances

### Universitaires
Statistiques en université de Lenny Wilkens
| Saison    | Équipe     | Matchs | % Tir | % LF | Rbds/m. | Pts/m. |
| --------- | ---------- | ------ | ----- | ---- | ------- | ------ |
| 1957-1958 | Providence | 24     | 43,4  | 64,6 | 7,9     | 14,9   |
| 1958-1959 | Providence | 27     | 42,8  | 61,8 | 7,0     | 15,7   |
| 1959-1960 | Providence | 29     | 43,4  | 70,0 | 7,1     | 14,2   |
| Carrière  | Carrière   | 80     | 43,2  | 65,5 | 7,3     | 14,9   |

### Professionnelles

#### Saison régulière
Légende :
| Meilleur joueur de cette catégorie statistique de la saison |

gras = ses meilleures performances
Statistiques en saison régulière de Lenny Wilkens
| Saison        | Équipe        | Matchs | Titul. | Min./m | % Tir | % LF | Rbds/m. | Pass/m. | Int/m. | Ctr/m. | Pts/m. |
| ------------- | ------------- | ------ | ------ | ------ | ----- | ---- | ------- | ------- | ------ | ------ | ------ |
| 1960-1961     | Saint-Louis   | 75     | —      | 25,3   | 42,5  | 71,3 | 4,5     | 2,8     | —      | —      | 11,7   |
| 1961-1962     | Saint-Louis   | 20     | —      | 43,5   | 38,5  | 76,4 | 6,6     | 5,8     | —      | —      | 18,2   |
| 1962-1963     | Saint-Louis   | 75     | —      | 34,3   | 39,9  | 69,6 | 5,4     | 5,1     | —      | —      | 11,8   |
| 1963-1964     | Saint-Louis   | 78     | —      | 32,4   | 41,3  | 74,0 | 4,3     | 4,6     | —      | —      | 12,0   |
| 1964-1965     | Saint-Louis   | 78     | —      | 36,6   | 41,4  | 74,6 | 4,7     | 5,5     | —      | —      | 16,5   |
| 1965-1966     | Saint-Louis   | 69     | —      | 39,0   | 43,1  | 79,3 | 4,7     | 6,2     | —      | —      | 18,0   |
| 1966-1967     | Saint-Louis   | 78     | —      | 38,1   | 43,2  | 78,7 | 5,3     | 5,7     | —      | —      | 17,4   |
| 1967-1968     | Saint-Louis   | 82     | —      | 38,6   | 43,8  | 76,8 | 5,3     | 8,3     | —      | —      | 20,0   |
| 1968-1969     | Seattle       | 82     | —      | 42,2   | 44,0  | 77,0 | 6,2     | 8,2     | —      | —      | 22,4   |
| 1969-1970     | Seattle       | 75     | —      | 37,4   | 42,0  | 78,8 | 5,0     | 9,1     | —      | —      | 17,8   |
| 1970-1971     | Seattle       | 71     | 68     | 37,2   | 41,9  | 80,3 | 4,5     | 9,2     | —      | —      | 19,8   |
| 1971-1972     | Seattle       | 80     | 80     | 37,4   | 46,6  | 77,4 | 4,2     | 9,6     | —      | —      | 18,0   |
| 1972-1973     | Cleveland     | 75     | 74     | 39,6   | 44,9  | 82,8 | 4,6     | 8,4     | —      | —      | 20,5   |
| 1973-1974     | Cleveland     | 74     | 66     | 33,6   | 46,5  | 80,1 | 3,7     | 7,1     | 1,3    | 0,2    | 16,4   |
| 1974-1975     | Portland      | 65     | 13     | 17,9   | 43,9  | 76,8 | 1,8     | 3,6     | 1,2    | 0,1    | 6,5    |
| Carrière      | Carrière      | 1077   | 301    | 35,3   | 43,2  | 77,4 | 4,7     | 6,7     | 1,3    | 0,2    | 16,5   |
| All-Star Game | All-Star Game | 9      | 3      | 20,2   | 40,0  | 78,1 | 2,4     | 2,9     | —      | —      | 9,4    |

#### Playoffs
Légende :
| Meilleur joueur de cette catégorie statistique de la saison |

Statistiques en playoffs de Lenny Wilkens
| Saison   | Équipe      | Matchs | Min./m | % Tir | % LF | Rbds/m. | Pass/m. | Pts/m. |
| -------- | ----------- | ------ | ------ | ----- | ---- | ------- | ------- | ------ |
| 1961     | Saint-Louis | 12     | 36,4   | 38,0  | 75,9 | 6,0     | 3,5     | 14,2   |
| 1963     | Saint-Louis | 11     | 36,4   | 37,0  | 75,5 | 6,3     | 6,3     | 13,7   |
| 1964     | Saint-Louis | 12     | 34,4   | 44,8  | 75,9 | 5,0     | 5,3     | 14,3   |
| 1965     | Saint-Louis | 4      | 36,8   | 35,1  | 82,8 | 3,0     | 3,8     | 16,0   |
| 1966     | Saint-Louis | 10     | 39,1   | 39,9  | 68,7 | 5,4     | 7,0     | 17,1   |
| 1967     | Saint-Louis | 9      | 42,0   | 40,0  | 85,6 | 7,6     | 7,2     | 21,4   |
| 1968     | Saint-Louis | 6      | 39,5   | 44,0  | 75,0 | 6,3     | 7,8     | 18,3   |
| Carrière | Carrière    | 64     | 37,5   | 39,9  | 76,9 | 5,8     | 5,8     | 16,1   |

### Entraîneur
| Entraîneur de l'année | Champion NBA | Participation en playoffs |

| Équipe    | Année     | Saison régulière | Saison régulière | Saison régulière | Saison régulière | Saison régulière          | Playoffs | Playoffs  | Playoffs | Playoffs | Playoffs                                                              |
| Équipe    | Année     | Matchs           | Victoires        | Défaites         | %                | Classement                | Matchs   | Victoires | Défaites | %        | Résultat                                                              |
| --------- | --------- | ---------------- | ---------------- | ---------------- | ---------------- | ------------------------- | -------- | --------- | -------- | -------- | --------------------------------------------------------------------- |
| Seattle   | 1969-1970 | 82               | 36               | 46               | 43,9             | 5e en division Ouest      | -        | -         | -        | -        | Pas de playoffs                                                       |
| Seattle   | 1970-1971 | 82               | 38               | 44               | 46,3             | 4e en division Pacifique  | -        | -         | -        | -        | Pas de playoffs                                                       |
| Seattle   | 1971-1972 | 82               | 47               | 35               | 57,3             | 3e en division Pacifique  | -        | -         | -        | -        | Pas de playoffs                                                       |
| Portland  | 1974-1975 | 82               | 38               | 44               | 46,3             | 3e en division Pacifique  | -        | -         | -        | -        | Pas de playoffs                                                       |
| Portland  | 1975-1976 | 82               | 37               | 45               | 45,1             | 5e en division Pacifique  | -        | -         | -        | -        | Pas de playoffs                                                       |
| Seattle   | 1977-1978 | 60               | 42               | 18               | 70,0             | 3e en division Pacifique  | 22       | 13        | 9        | 59,1     | Défaite contre les Bullets de Washington en Finales NBA               |
| Seattle   | 1978-1979 | 82               | 52               | 30               | 63,4             | 1er en division Pacifique | 17       | 12        | 5        | 70,6     | Champion NBA                                                          |
| Seattle   | 1979-1980 | 82               | 56               | 26               | 68,3             | 2e en division Pacifique  | 15       | 7         | 8        | 46,7     | Défaite contre les Lakers de Los Angeles en finale de Conférence      |
| Seattle   | 1980-1981 | 82               | 34               | 48               | 41,5             | 6e en division Pacifique  | -        | -         | -        | -        | Pas de playoffs                                                       |
| Seattle   | 1981-1982 | 82               | 52               | 30               | 63,4             | 2e en division Pacifique  | 8        | 3         | 5        | 37,5     | Défaite contre les Spurs de San Antonio en demi-finale de Conférence  |
| Seattle   | 1982-1983 | 82               | 48               | 34               | 58,5             | 3e en division Pacifique  | 2        | 0         | 2        | 0,0      | Défaite contre les Trail Blazers de Portland au 1er tour              |
| Seattle   | 1983-1984 | 82               | 42               | 40               | 51,2             | 3e en division Pacifique  | 5        | 2         | 3        | 40,0     | Défaite contre les Mavericks de Dallas au 1er tour                    |
| Seattle   | 1984-1985 | 82               | 31               | 51               | 37,8             | 4e en division Pacifique  | -        | -         | -        | -        | Pas de playoffs                                                       |
| Cleveland | 1986-1987 | 82               | 31               | 51               | 37,8             | 6e en division Centrale   | -        | -         | -        | -        | Pas de playoffs                                                       |
| Cleveland | 1987-1988 | 82               | 42               | 40               | 51,2             | 5e en division Centrale   | 5        | 2         | 3        | 40,0     | Défaite contre les Bulls de Chicago au 1er tour                       |
| Cleveland | 1988-1989 | 82               | 57               | 25               | 69,5             | 2e en division Centrale   | 5        | 2         | 3        | 40,0     | Défaite contre les Bulls de Chicago au 1er tour                       |
| Cleveland | 1989-1990 | 82               | 42               | 40               | 51,5             | 4e en division Centrale   | 5        | 2         | 3        | 40,0     | Défaite contre les 76ers de Philadelphie au 1er tour                  |
| Cleveland | 1990-1991 | 82               | 33               | 49               | 40,2             | 6e en division Centrale   | -        | -         | -        | -        | Pas de playoffs                                                       |
| Cleveland | 1991-1992 | 82               | 57               | 25               | 69,5             | 2e en division Centrale   | 17       | 9         | 8        | 52,9     | Défaite contre les Bulls de Chicago en finale de Conférence           |
| Cleveland | 1992-1993 | 82               | 54               | 28               | 65,9             | 2e en division Centrale   | 9        | 3         | 6        | 40,0     | Défaite contre les Bulls de Chicago en demi-finale de Conférence      |
| Atlanta   | 1993-1994 | 82               | 57               | 25               | 69,5             | 1er en division Centrale  | 11       | 5         | 6        | 45,5     | Défaite contre les Pacers de l'Indiana en demi-finale de Conférence   |
| Atlanta   | 1994-1995 | 82               | 42               | 40               | 51,2             | 5e en division Centrale   | 3        | 0         | 3        | 0,0      | Défaite contre les Pacers de l'Indiana au 1er tour                    |
| Atlanta   | 1995-1996 | 82               | 46               | 36               | 56,1             | 4e en division Centrale   | 10       | 4         | 6        | 40,0     | Défaite contre le Magic d'Orlando en demi-finale de Conférence        |
| Atlanta   | 1996-1997 | 82               | 56               | 26               | 68,3             | 2e en division Centrale   | 10       | 4         | 6        | 40,0     | Défaite contre les Bulls de Chicago en demi-finale de Conférence      |
| Atlanta   | 1997-1998 | 82               | 50               | 32               | 61,0             | 4e en division Centrale   | 4        | 1         | 3        | 25,0     | Défaite contre les Hornets de Charlotte au 1er tour                   |
| Atlanta   | 1998-1999 | 50               | 31               | 19               | 62,0             | 2e en division Centrale   | 9        | 3         | 6        | 33,3     | Défaite contre les Knicks de New York en demi-finale de Conférence    |
| Atlanta   | 1999-2000 | 82               | 28               | 54               | 34,1             | 7e en division Centrale   | -        | -         | -        | -        | Pas de playoffs                                                       |
| Toronto   | 2000-2001 | 82               | 47               | 35               | 57,3             | 2e en division Centrale   | 12       | 6         | 6        | 50,0     | Défaite contre les 76ers de Philadelphie en demi-finale de Conférence |
| Toronto   | 2001-2002 | 82               | 42               | 40               | 51,2             | 3e en division Centrale   | 5        | 2         | 3        | 40,0     | Défaite contre les Pistons de Détroit au 1er tour                     |
| Toronto   | 2002-2003 | 82               | 24               | 58               | 29,3             | 7e en division Centrale   | -        | -         | -        | -        | Pas de playoffs                                                       |
| New York  | 2003-2004 | 42               | 23               | 19               | 54,8             | 3e en division Atlantique | 4        | 0         | 4        | 0,0      | Défaite contre les Nets du New Jersey au 1er tour                     |
| New York  | 2004-2005 | 39               | 17               | 22               | 43,6             | 5e en division Atlantique | -        | -         | -        | -        | Pas de playoffs                                                       |
| Totaux    | Totaux    | 2487             | 1332             | 1155             | 53,6             |                           | 178      | 80        | 98       | 44,9     |                                                                       |